# Fondo para el Desarrollo Nacional
El Fondo para el Desarrollo Nacional (FONDEN, S. A.) es una entidad que nace en julio de 2005 como un Fondo General de Reservas por el gobierno de Hugo Chávez para invertir los ingresos exedentarios que esa nación recibe como producto de las exportaciones del petróleo, su principal fuente de ingresos, ha sido reconocida como la Caja negra de Hugo Chávez. Nunca fue auditada por la Asamblea Nacional. FONDEN está jurídicamente registrada como empresa de sociedad anónima. Su creación se oficializó con la publicación de la Reforma de la Ley del BCV el 20 de julio de 2005.
La "Ley de Reforma Parcial de la Ley del Banco Central de Venezuela" (BCV) que modifica art 7, 21, 48, 75 y 113 también modifica el mecanismo de entrega de divisas petroleras y autoriza el traspaso de una parte de las reservas internacionales al gobierno a través del Fondo de desarrollo nacional FONDEN entregara el excedente al gobierno nacional para obras sociales dotándole inicialmente por única vez con US$ 6.000 millones de las reservas. Desde entonces, ha manejado el equivalente a más de 100 mil millones de dólares por concepto de ingresos petroleros. Tan solo en 2011 recibió un 25 % de los ingresos del Estado en exportaciones petroleras. Su reglamento aparece en la "Ley del Banco Central de Venezuela" al final en disposiciones transitorias.
FONDEN fue una institución cuyos fondos fueron usados en una especie de banca financiera geopolítica para atraer aliados regionales, participando en inversiones de bonos argentinos y ecuatorianos aprovechando el diferencial cambiario entre el dólar oficial y el dólar paralelo interviniendo directamente en la venta de dólares en el mercado paralelo FONDEN es manejado por un directorio integrado por el Ministerio del Poder Popular para la Economía, Finanzas y Banca Pública, el Ministerio del Poder Popular para la Planificación, y el Vicepresidente Ejecutivo.
Durante el 2011 varios economistas y otros políticos criticaban la poca transparencia del manejo de fondos entre el FONDEN, el Banco Central y los ingresos de Pdvsa, Transparencia Venezuela, filial de la organización Transparencia Internacional, advirtió los llamados "créditos adicionales" que venían aplicandose desde 2005 y preocupa porque es "muy difícil hacer un análisis", dice Alejandro Grisanti, economista del banco de inversión Barclays Capital para América Latina.
Durante los años 2019 y 2020 los pocos ingresos petroleros no generaron exedentes por lo cual el gobierno aprobó, al menos, dos créditos adicionales para el Fonden, uno en octubre por Bs 92.28 billones (equivalentes a USD 210,81 millones) y otro, publicado solo tres días antes de que terminara el año, por Bs 37,16 billones (USD 35,8 millones).

## Reglamento de operaciones
El Fonden tiene como única finalidad de acuerdo a la décima disposición transitorias de la ley expresa que los recursos de Fonden:
“… solo serán utilizados por éste en divisas para el financiamiento de proyectos de inversión en la economía real y en la educación y la salud, el mejoramiento del perfil y saldo de la deuda pública externa, así como la atención de situaciones especiales”

## Fuente de recursos públicos sin auditoría
Según "Transparencia Venezuela" el Fonden manejó entre 2004 y 2014 más de USD 140.000 millones, de los cuales un poco más de USD 90.000 millones fueron aportados por la petrolera.
En agosto de 2006 PDVSA vende la participación 41.25% de CITGO de la refinería Lyondell ( Texas ) el monto neto a recibir quedó en US $ 1,313 millones de dólares que serían depositados al  FONDEN En noviembre de 2007 el gobierno  vendió dos refinerías de asfalto por US $ 450 millones de dólares y se depositaran en el FONDEN
En junio de 2021 la institución fue desfalcada por los mismos funcionarios del ministerio de finanzas, eso es lo que puso al descubierto siete años después, el fiscal Tarek William Saab quien mandó detener por delitos de fraude a ocho ciudadanos en junio de 2021, al percatarse que habían sustraído fuertes cantidades de dinero usando un programa Anydesk, por lo cual se detuvieron a tres funcionarios, el resto están siendo buscados.
En 15 años de funcionamiento el Fonden solo ha cumplido una vez con la entrega del reporte anual sobre sus actividades, eso ocurrió en 2015, «Desde su creación en el año 2005 hasta la actualidad, ha fungido como un presupuesto paralelo al servicio del presidente de la República». Entre 2005 y 2015  el Fonden se comprometió a financiar 781 proyectos para los cuales debía pagar más de 174 mil 898 millones de dólares. Para mediados de 2015 ya habría desembolsado (de acuerdo al informe) poco más de 153 mil 117 millones de dólares. Es decir, 87,55%. 
En diciembre de 2023 durante la aprobación del Presupuesto Nacional por 20,500 millones de dólares la vicepresidenta y Ministra de Economía y Finanzas Delcy Rodríguez otorgó al Ministerio de Economía el 39.39% del presupuesto (unos 8,075 millones de dólares) de los cuales al FONDEN se le otorgará el 83% (unos 6.700 millones de dólares). Con respecto al presupuesto de 2022 este aumento un 75% (al subir de 11,202 a 20,500 millones de dólares) El FONDEN recibió más presupuesto que cualquier otro de los 53 organismos públicos citados dentro del Presupuesto Nacional.

## Operaciones

### Proyectos en Venezuela
El FONDEN financia diferentes proyectos, entre ellos parte de la nueva Siderúrgica Nacional Abreu e Lima, que se levanta en el estado Bolívar, en el sur del país. Al menos 405 proyectos de gran envergadura han recibidos recursos del Fonden, que ha percibido desde su creación más de 80 mil millones de dólares, dirigidos a la inversión social y productiva en áreas como infraestructura, salud, ambiente, energía, defensa, industrias básicas, educación, agricultura, atención a situaciones especiales y estratégicas, como las que ocurrieron en el país producto de las lluvias.
Entre los proyectos que han recibido recursos del FONDEN se encuentran los sistemas de transporte masivo como los Metros en Caracas, Los Teques, Valencia, Guarenas, Valles del Tuy, Metrocable, Trolebús en Mérida; la construcción de vías férreas como la que actualmente se construyen y que avanza paralela a la Autopista Regional del Centro, así como la construcción de distintas industrias y empresas de áreas como el petroquímico, agroindustrial, industrias intermedias, agrícolas, manufactureras y la construcción de viviendas.
La construcción de viviendas en el Fuerte Tiuna en convenio con Bielorrusia; continuidad a nuevas líneas de los sistemas de transporte masivo; Fondo Eléctrico Nacional; continuación del desarrollo del Sistema Ferroviario Nacional y nuevas líneas del Metro de Caracas; Empresa Mixta Socialista Pesquera Industrial del ALBA; Plan General de la Misión Agro-Venezuela; Plan de la Patria Guayana; Plan Expansión de la Misión Alimentación; creación de la Empresa Nacional de Transporte de Insumos y Productos Industriales; y garantizar la Continuidad y Efectividad del Plan Patria Segura”.
Además del Fonden, el Gobierno nacional cuenta con otro instrumento financiero para la inversión productiva y social como los fondos constituidos producto del convenio de cooperación con China, por intermedio de los cuales el gobierno ha dirigido más de 450 mil millones de dólares para la inversión socioproductiva desde 1999. Un Informe publicado por la ONG Transparencia Venezuela reveló en junio de 2021 nuevas pruebas como fue usado los dineros públicos para financiar 781 proyectos sin ningún tipo de control ni auditoria entre el año 2005 y el 2015 como una herramienta de despilfarro, proyectos que en su mayoría  las obras no fueron terminadas.

### Compra de bonos de la deuda argentina
Las Notas Estructuradas fue obra de un grupo encabezado por Danilo Díaz Granado y Alejandro Dopazo, Director de Crédito Público en los tiempos de Tobías Nóbrega al frente del Ministerio de Finanzas en 2004, Fue Nelson Merentes quien impulsó que las riesgosas notas estructuradas fueran usadas para poder renegociar bonos de deuda pública de otros países como Argentina y Ecuador que hicieron tambalear las finanzas de unos cuantos bancos venezolanos. Las notas estructuradas venían respaldadas con bonos BODEN2015 de la deuda Argentina que eran compradas al dólar controlado por CADIVI a 2,150 bolívares/dólar y podían ser colocados en la bolsa de Nueva York un poco más económico en dólares libres, pero con la existencia del dólar paralelo en el país que fluctuaba entre 4,100 y 6,100 bolívares/dólar el cliente vendía la moneda norteamericana y recuperaba con grandes ganancias su inversión.
Inicialmente en mayo de 2005 el ministro Merentes incursionó en la compra de bonos de la deuda Argentina de 100 millones de dólares, en junio compró US 200 millones y en julio otros US 200 millones, "que le había arrojado hasta ahora un beneficio de US$ 15 millones para Venezuela", señaló Merentes y se disponía a comprar para noviembre otros US 500 millones en papeles de la deuda argentina con vencimiento al año 2012, con un rendimiento al 9.5% anual y un descuento del 20% de su valor, bonos que a nivel mundial nadie quería comprar por la situación inestable que pasaba la economía Argentina, habiéndose aprobado en julio de ese año el inicio del FONDEN. Los principales bancos del país no aceptaban invertir en dichos bonos (sin embargo banqueros amigos del gobierno si se arriesgaron).
El 7 de agosto de 2007 el gobierno de Hugo Chávez confirmó la compra de 500 millones de dólares en Bonos argentinos a una tasa anual de 10.65% con vencimiento a cinco años, con las reservas del FONDEN En noviembre de 2007 Venezuela había comprado otros US 500 millones en bonos BODEN argentinos a una tasa de 10.43% anual,
En 2008 el gobierno saturó el mercado nacional con la compra de más de US 6,000 millones en bonos de la deuda de Argentina para ser colocados en bancos nacionales a supuestos clientes empresarios y ganaderos, convirtiéndose así en el apoyo financiero de Argentina. El Ministerio de Finanzas venezolano con Nelson Merentes de ministro, habiendo colocado del FONDEN bonos y notas estructuradas, en julio de 2008 exige que los bancos se desprendan de los bonos en dólares. Argumentando que varios bancos estarían violando la norma que impide tener posiciones en divisas por un monto superior a 30% del patrimonio, pidió a los bancos a deshacerse de los bonos argentinos, para poner un poco de orden en su mercado financiero. Implementó un cronograma por el que, de aquí a fines de septiembre, semanalmente ofrecerá us $ 100 millones en bonos argentinos a los bancos venezolanos. Sin embargo con la revalorizacion del bolívar a partir de febrero de 2008 al bajar el tipo de cambio de 5,500 a 3,500 bolívares por dólar, se les hizo difícil por las pérdidas ocasionadas.
En 2017 la corrupción con los bonos del Sur fue una olla que ha sido destapada en Argentina en el caso que lleva por nombre ‘Los cuadernos de las coimas’, Claudio Uberti, exministro del kirchnerismo, declaró que Néstor Kirchner y Hugo Chávez se repartieron 50 millones de dólares de utilidades obtenidas.
Un informe presentado por "Transparencia Venezuela" puso en evidencia que el FONDEN comprometió que el 9.5% aproximadamente de unos 174,000 millones de dólares de los fondos entregados entre el 2005 y el 2015 fueron a servicios de deuda pública y compra de bonos.

### FONDEN e inversiones en bonos y otros derivados
FONDEN invirtió 878 millones de dólares en instrumentos financieros de Lehman Brothers. Después de que esta empresa quebrara en septiembre de 2008, FONDEN debió perder un 80 % de su inversión, mejor dicho el estado venezolano aposto ganancias y perdió 700 millones de dólares. 300 millones del Fonden y 400 millones de otras dos instituciones. FONDEN también invirtió en bonos ecuatorianos a finales de 2008 y del gobierno de Argentina y Honduras.

### Operaciones en Rusia
En 2011 el gobierno de Venezuela adquirió (con 400 millones de dólares provenientes de FONDEN) el 49,9 % de las acciones del banco comercial ruso Evrofinans Mosnarbank apoyado por los bancos rusos Gazprombank ( Sancionado por la OFAC el 16 de julio de 2014) y VTB Bank (sancionado el 29 de julio de 2014). Uno de los objetivos principales de dicha operación fue el agilizar la compra de productos bélicos de la empresa Rosoboronexport. En 2018, Evrofinance emergió como la principal institución financiera internacional dispuesta a financiar el Petro (token). En marzo de 2019 el banco ruso Evrofinans Mosnarbank fue sancionado por el tesoro de los EE. UU. al intentar evadir las medidas anticorrupcion contra el gobierno de Nicolás Maduro.

### Negocio con las cajas CLAP desde México
En octubre de 2016 el gobierno central aprobó la suma de 340 millones de dólares de los recursos del FONDEN para la empresa COBISERTA C.A. de la gobernación del Táchira de acuerdo al convenio N° MPPBF-FONDEN-CATF 2016-074 para la compra de rubros de primera necesidad exonerada de gravámenes de importación, la tasa de servicio aduanero, el impuesto al valor agregado (IVA) y otros, otorgados a dólar preferencial DIPRO en ese momento equivalente el cambio a 10 bolívares por dólar mientras el dólar paralelo estaba 500 veces por encima supondría la adquisición de 10 millones de combos y la única beneficiaria sería la empresa Group Grand Limited de Hong Kong registrada en el 2013 por Alex Saab y su administración transferida en el 2015 Shadi Nain Saab, su sobrino, y en el 2017 fue nuevamente trasferida a otros accionistas Eolo Energies INC para desaparecer el rastro. Alex Saab arto conocido en negocios con el régimen en los contratos de misión vivienda durante el 2010. Uno de los problema se presenta en la sobre facturación de la mayoría de rubros un ejemplo fácil de distinguir es el kilo de pasta facturado en US $ 2.22 cuando este precio internacional oscila entre US $ 1.00 y $ 1.25 igual sucede con el atún, las caraotas o la salsa de tomate y otras. otro punto también se observa al momento de vender al público venezolano un precio de venta era muy superior a lo registrado con el dólar DIPRO a lo que asumían el transporte y la distribución. Lo que correspondía un precio de venta a 340 bolívares era vendido entre 12 mil y 18 mil bolívares.

## Críticas
FONDEN ha sido criticado por dirigentes políticos de oposición al gobierno de Hugo Chávez y diversos economistas por carecer de transparencia. Entre otras cosas, desde 2008 el organismo no ha presentado cuentas a la Asamblea Nacional, el máximo órgano del poder legislativo en Venezuela. El 30 de octubre de 2012, el diputado Carlos Ramos Rivas volvió a pedir en la Asamblea Nacional información sobre el destino de 29 mil millones de dólares.
Petro-chequera fue el apodo que le pusieron al FONDEN por la forma como fue utilizado los fondos de esta institución, sin ningún tipo de contraloría, entre 2005 y 2016 según informes con las memorias y cuentas de los ministerios de Petróleo y Finanzas, esta institución llegó a manejar unos 82 mil millones de dólares, siendo el año 2012 el más significativo cuando PDVSA entregó 15,572 millones de dólares, esta cuenta también fue depositaria de las ventas de las refinerías de Citgo entre el 2007 y 2008
En marzo de 2018, el diputado por el Estado Zulia, Elías Matta, informó que la Comisión de Energía y Petróleo de la Asamblea Nacional investigará el Fondo de Desarrollo Nacional (Fonden) en el que se despilfarraron 143 mil 573 millones de dólares desde el año 2005 hasta los actuales momentos.

## Presidentes
- Laura Carolina Guerra Angulo ( Sep 2020 -   )[43]

## Reacciones del gobierno
El presidente Hugo Chávez declaró, en los días anteriores a las elecciones presidenciales de 2012, que la oposición quería suspender FONDEN del todo y que esto significaría «un golpe de Estado».